# كلود كولومبو
كلود كولومبو (بالفرنسية: Claude Colombo)‏ هو حكم كرة قدم فرنسي، ولد في 1 أكتوبر 1960 في نيس في فرنسا.

## روابط خارجية
- كلود كولومبو على موقع Soccerway.com (الإنجليزية)